# کاربرومال
کاربرومال (به انگلیسی: Carbromal) یک نوع داروی آرام بخش، خواب‌آور و شل‌کننده است که از سال ۱۹۰۹ توسط بایر تولید شده‌است.